# Карле, Изабелла
Изабелла Карле (Isabella L. Karle, при рождении Isabella Helen Lugoski; 2 декабря 1921 г., Детройт, Мичиган — 3 октября 2017 г., Алегзандрия, Виргиния) — американский химик, кристаллограф. Доктор; более полувека — вместе с супругом Джеромом Карле, нобелевским лауреатом по химии 1985 года, — сотрудница United States Naval Research Laboratory (до 2009). Член Национальной АН США (1978) и Американского философского общества (1992). Отмечена премией Боуэра от Института Франклина (1993) и Национальной научной медалью (1995), а также многими другими отличиями.
Когда Джером Карле совместно с Хербертом Хауптманом удостоился в 1985 году Нобелевской премии, он был настолько разочарован тем, что эту честь с ними не разделила его супруга, что хотел даже отказаться от награды.

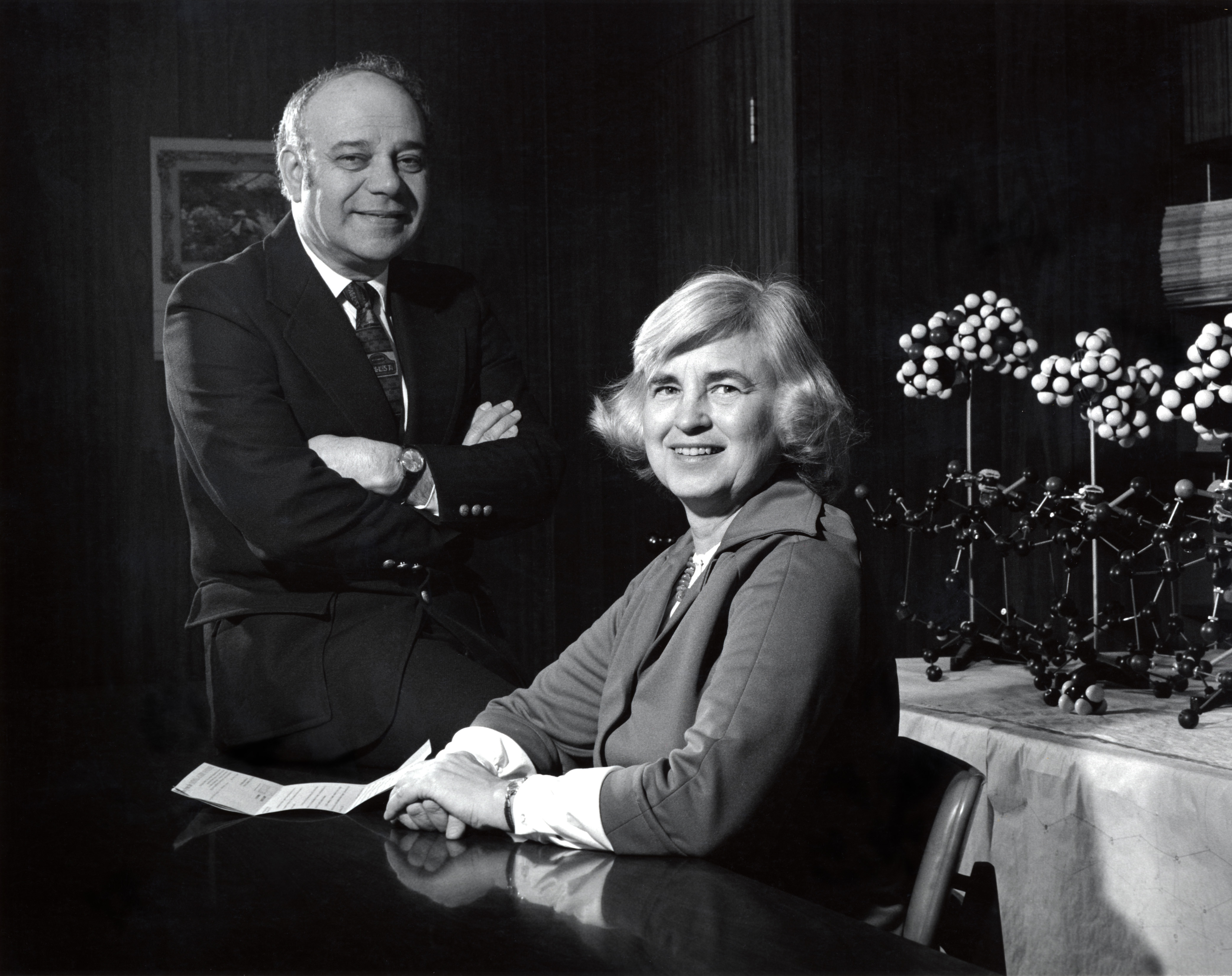
C супругом Джеромом Карле

## Биография
Дочь польских эмигрантов. В детстве она была вдохновлена биографией Марии Кюри; большое влияние на Изабеллу оказала её школьная учительница химии. Получила степени бакалавра химии (1941), магистра (1942) и доктора философии (1944) по физической химии в Мичиганском университете. В годы учёбы познакомилась с будущим супругом, они поженились в 1942 году. Вместе они работали в Чикаго в Манхэттенском проекте, а после войны (в 1946 году) перешли в United States Naval Research Laboratory, в штате которой находились до одновременного выхода на пенсию в один и тот же день в июле 2009 года. Состояла президентом Американской кристаллографической ассоциации. Член Американской академии искусств и наук (1993).
Её супруг скончался в 2013 году, а Карле умерла от опухоли мозга.
Остались три дочери, четыре внука, правнучка.
Опубликовала более 350 работ.

## Награды и отличия
- Achievement Award, Society of Women Engineers[англ.] (1968)
- Hillebrand Award, Вашингтонская секция Американского химического общества (1969, совместно с Джеромом Карле)
- Garvan–Olin Medal[англ.] Американского химического общества (1976)
- Captain Robert Dexter Conrad Award[англ.] (1980)
- Chemical Pioneer Award[англ.], Американский институт химиков (1984)
- Women in Science and Engineering’s Lifetime Achievement Award (1986)
- Gregori Aminoff Prize, Шведская королевская академия наук (1988)
- Rear Admiral William S. Parsons Award[англ.], Navy League of the United States (1988)
- Bijvoet Medal, Bijvoet Center for Biomolecular Research[англ.] (1989)
- Премия Боуэра Института Франклина (1993)[11]
- Национальная научная медаль (1995)
- NAS Award in Chemical Sciences[англ.] (1995)
- Ralph F. Hirschmann Award in Peptide Chemistry[нем.] (1998)
- Bruce Merrifield Award for Peptide Science (2007)[10]
- Navy Distinguished Civilian Service Award[англ.] (2009)

Удостоена восьми почётных докторских степеней, в частности от польского Ягеллонского университета.